# Phare de la jetée de Muskegon

Le phare de la jetée de Muskegon (en anglais : Muskegon Pier Light), est un phare  du lac Michigan, sur la péninsule inférieure du Michigan situé sur la jetée sud du port de Muskegon dans le Comté de Muskegon, Michigan.
Ce phare est inscrit au Registre national des lieux historiques depuis le 14 février 2006 sous le n° 06000036.

## Historique
Construit en 1851, le premier phare de Muskegon était une structure en brique. Cette maison-phare était située près du canal Muskegon, et était surmontée d'une tour d'éclairage en bois en son centre.
En 1870, une nouvelle habitation de gardien de phare à ossature de bois d'un étage et demi a été construite et peinte en blanc. Il a été construit avec une courte tour carrée en bois sur le côté avant de la structure, s'élevant au-dessus de son toit à pignon. Remplaçant le phare détérioré de 1851, cette structure a été construite sur la même parcelle de terrain et surmontée d'une salle de lanterne en fonte. L'année suivante, une lumière de balise a été construite à l'extrémité de la jetée, s'étendant à partir du canal sur le côté sud avec une passerelle surélevée. Au fil du temps, les jetées ont été étendus, et une structure de corne de brume a été construite avec une passerelle surélevée pour joindre le phare à la corne de brume en 1899.
La tour en acier conique existante a remplacé l'ancienne lumière en bois en 1903, en utilisant la salle de lanterne historique d'origine de la structure de phare précédente de 1870.
En 1927, la construction du port de pointe de flèche a commencé, qui a duré plusieurs années. Le feu de brise-lames Muskegon South a été temporairement établi en 1929 et la tour en acier, de forme pyramidale et le klaxon de brume ont été achevés en 1930 pour marquer l'extrémité extérieure du brise-lames. En 1931, la corne de brume, la passerelle et l'extension de Muskegon South Pierhead Light ont été retirées et les piles ont été raccourcies, laissant la jetée à la longueur visible aujourd'hui.

## Statut actuel
Les lumières ont été déclarées biens excédentaires par le gouvernement américain en 2008, et un avis a été envoyé dans tout le pays, cherchant un nouveau gardien. En 2010, après avoir terminé un long processus de demande, le Michigan Lighthouse Conservancy (MLC) a obtenu la possession du phare par le biais du National Historic Lighthouse Preservation Act (en). Avec l'aide de bénévoles locaux, le phare propose des ouvertures publiques limitées depuis 2013 et, en 2015, des visites publiques plus régulières pendant les mois d'été du Memorial Day à Halloween. Des efforts de restauration, de préservation et d'accessibilité du public sont en cours de réalisation.
 

## Description
Le phare actuel est une tour cylindrique en acier à claire-voie, avec galerie et lanterne, de 14,5 m de haut. La tour est entièrement peinte en rouge. Il émet, à une hauteur focale de 15 m, un bref flash rouge par période de 4 secondes. Sa portée est de 6 milles nautiques (environ 11 km).

## Caractéristiques dufeu maritime
Fréquence : 4 secondes (R)
- Lumière : 0.4 seconde
- Obscurité : 3.6 secondes

Identifiant : ARLHS : USA-1082 ; USCG :  7-1870 .

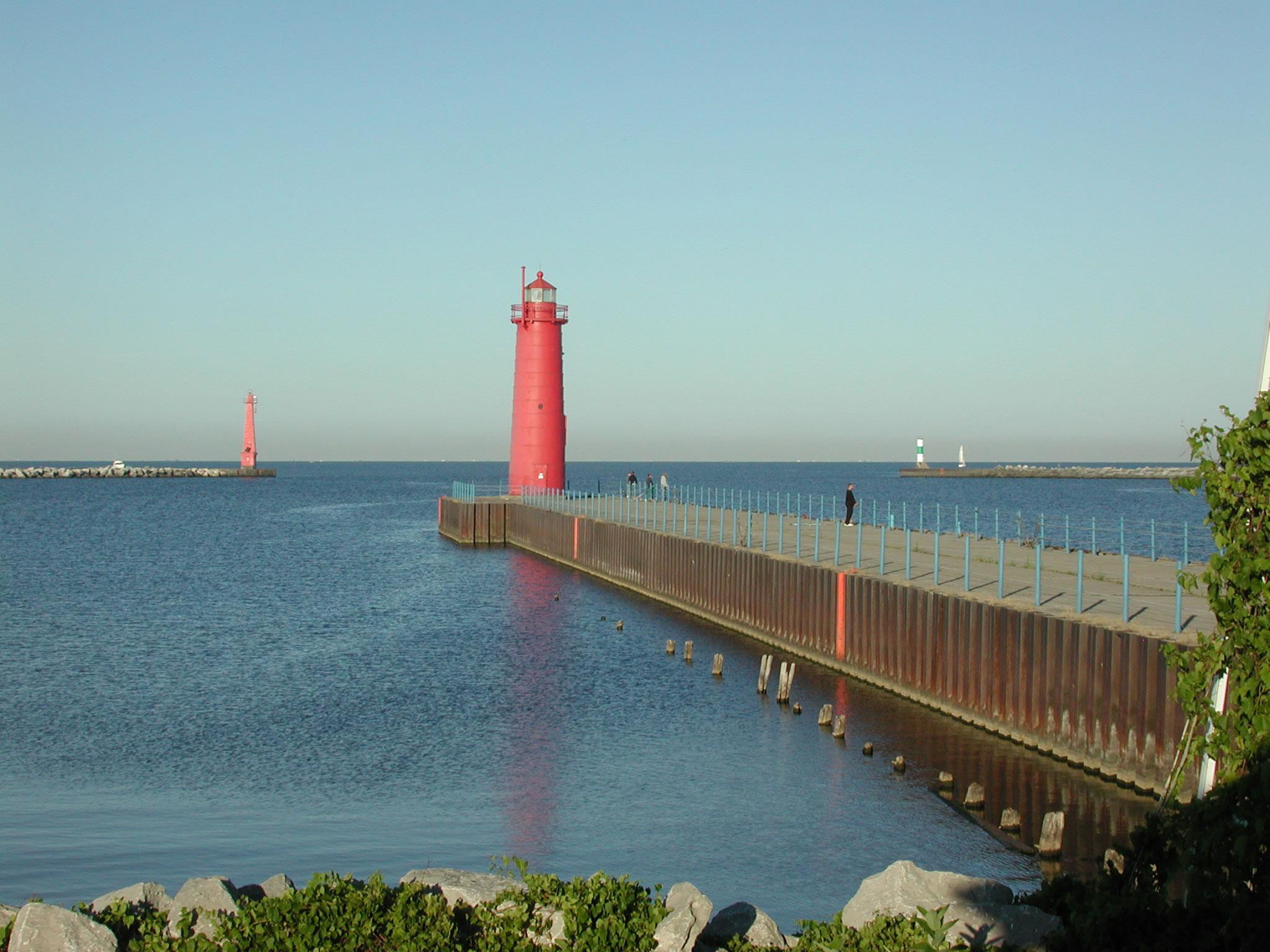
Muskegon
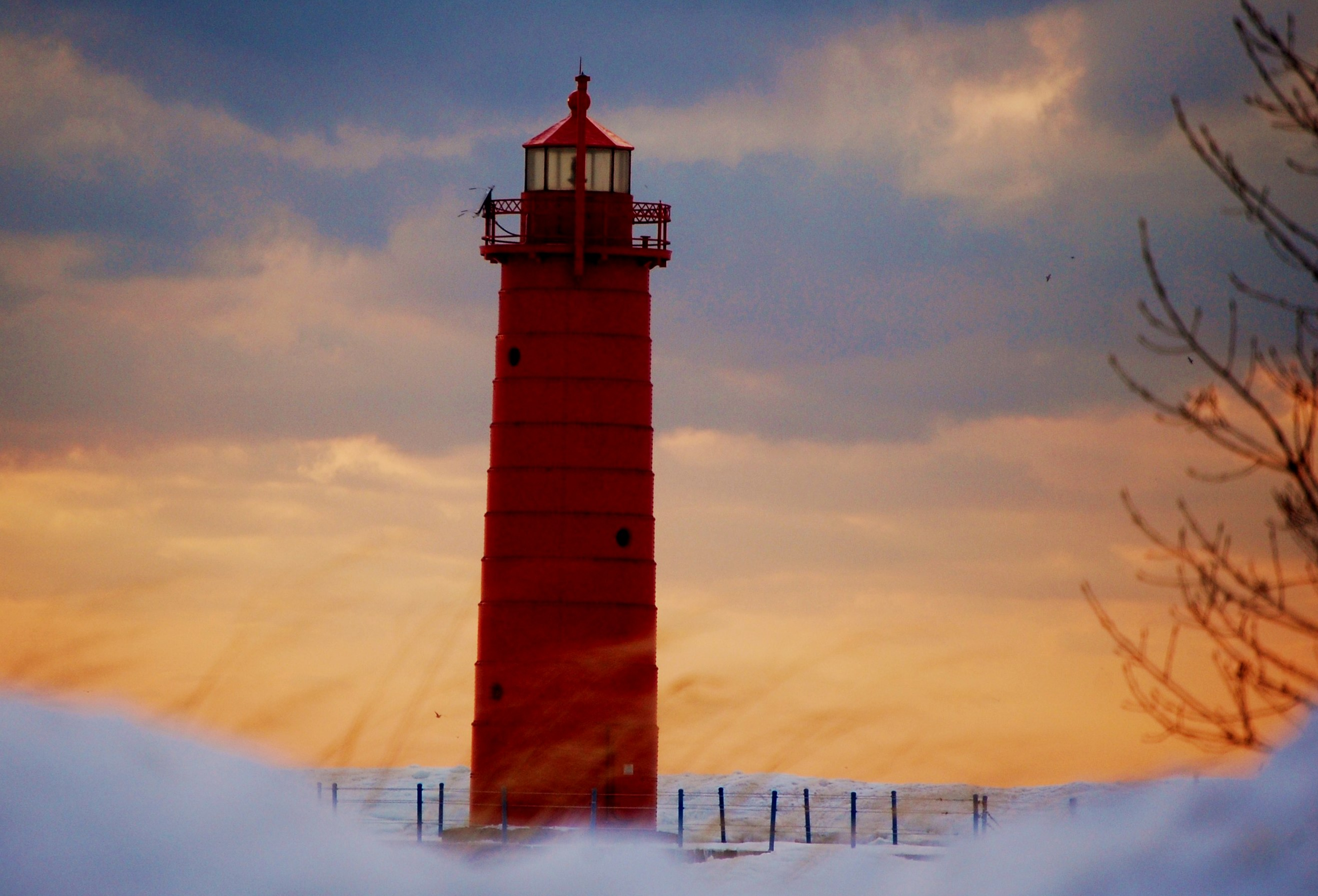
Le phare
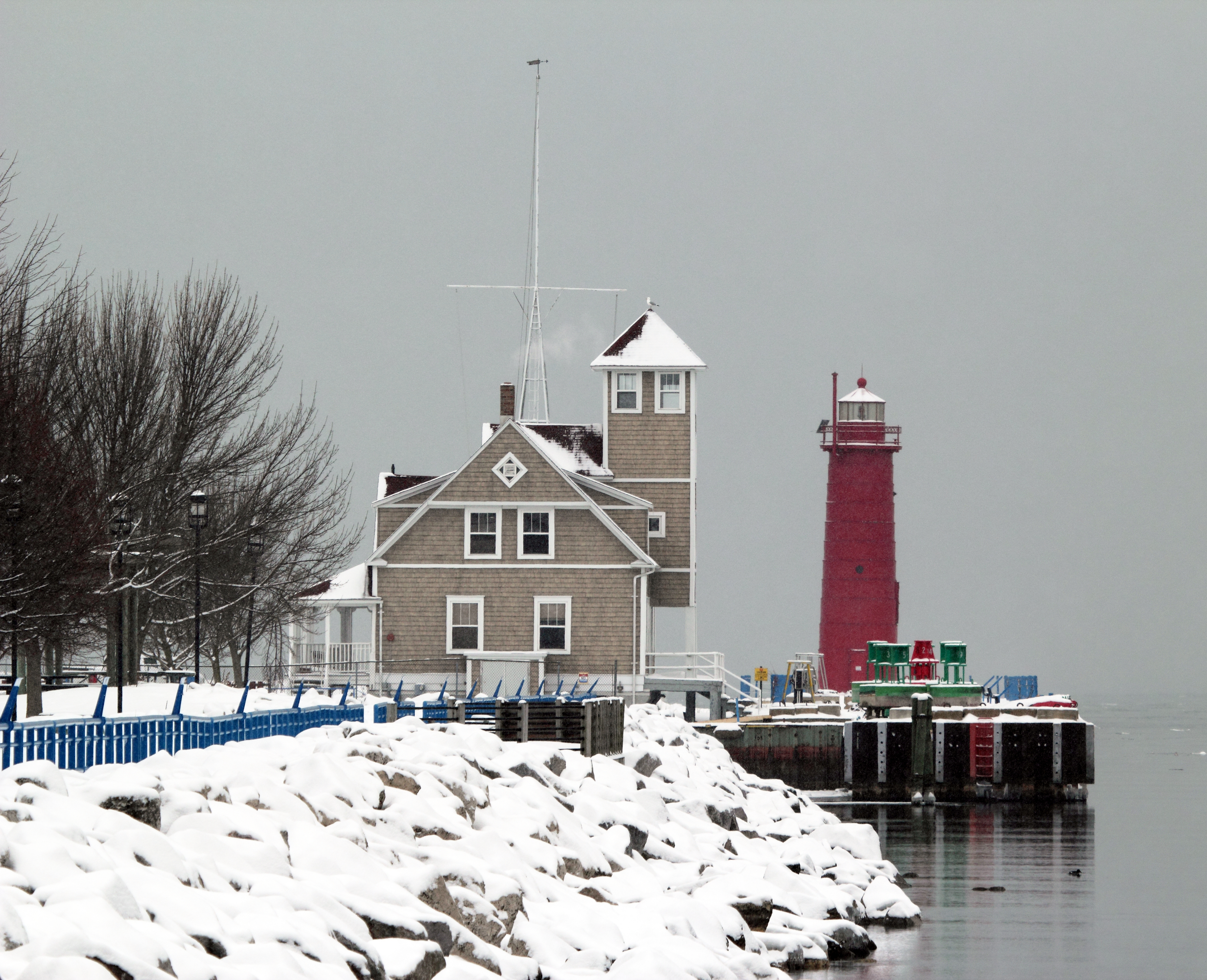
Le phare

### Lien connexe
- Liste des phares au Michigan